# Železna garda
Železna garda (romunsko Garda de fier) je ime za skrajno desničarsko ultranacionalistično, homofobno, antisemitsko in fašistično gibanje in politično stranko v Romuniji. Gibanje je bilo ustanovljeno leta 1927, obstajalo pa je do konca druge svetovne vojne.
Gibanje je 24. julija 1927 ustanovil prvi vodja Corneliu Zelea Codreanu, sprva pa se je imenovalo Legija Nadangela Mihaela (Legiunea Arhanghelul Mihail). 